# Klasyfikacja miejscowości w Polsce
Kategorie, rodzaje i status prawny miejscowości w Polsce – miejscowość to w Polsce w ujęciu ustawowym „jednostka osadnicza lub inny obszar zabudowany odróżniający się od innych miejscowości odrębną nazwą, a przy jednakowej nazwie, odmiennym określeniem ich rodzaju”. Urzędowe nazwy miejscowości, ustala, zmienia lub znosi, w drodze rozporządzenia, minister właściwy do spraw administracji publicznej, na wniosek gminy. Minister ten także ogłasza, w drodze obwieszczenia w Dzienniku Ustaw Rzeczypospolitej Polskiej, aktualne wykazy urzędowych nazw miejscowości i ich części.

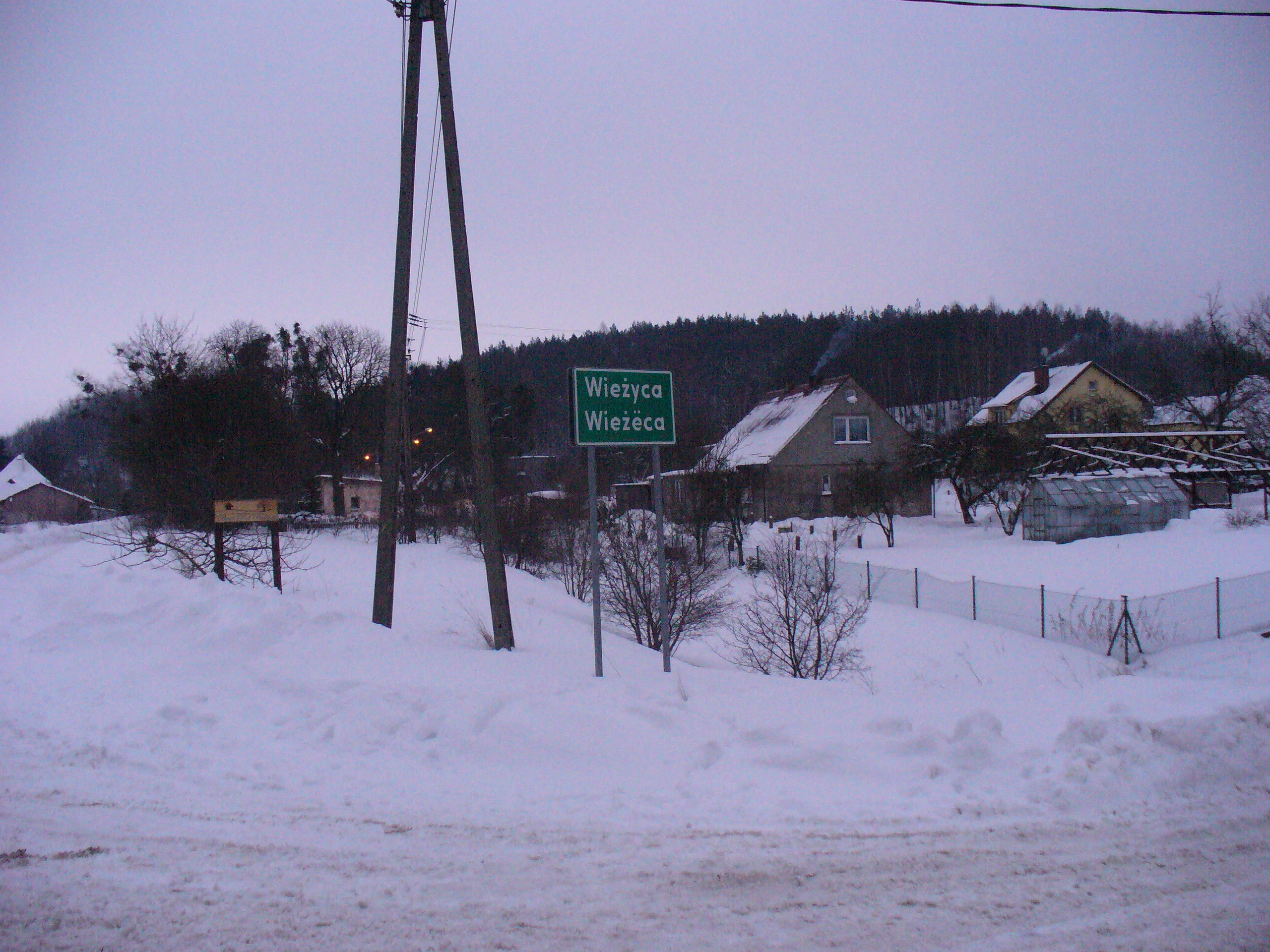
Wieżyca – przed 2023 r. część wsi Szymbark

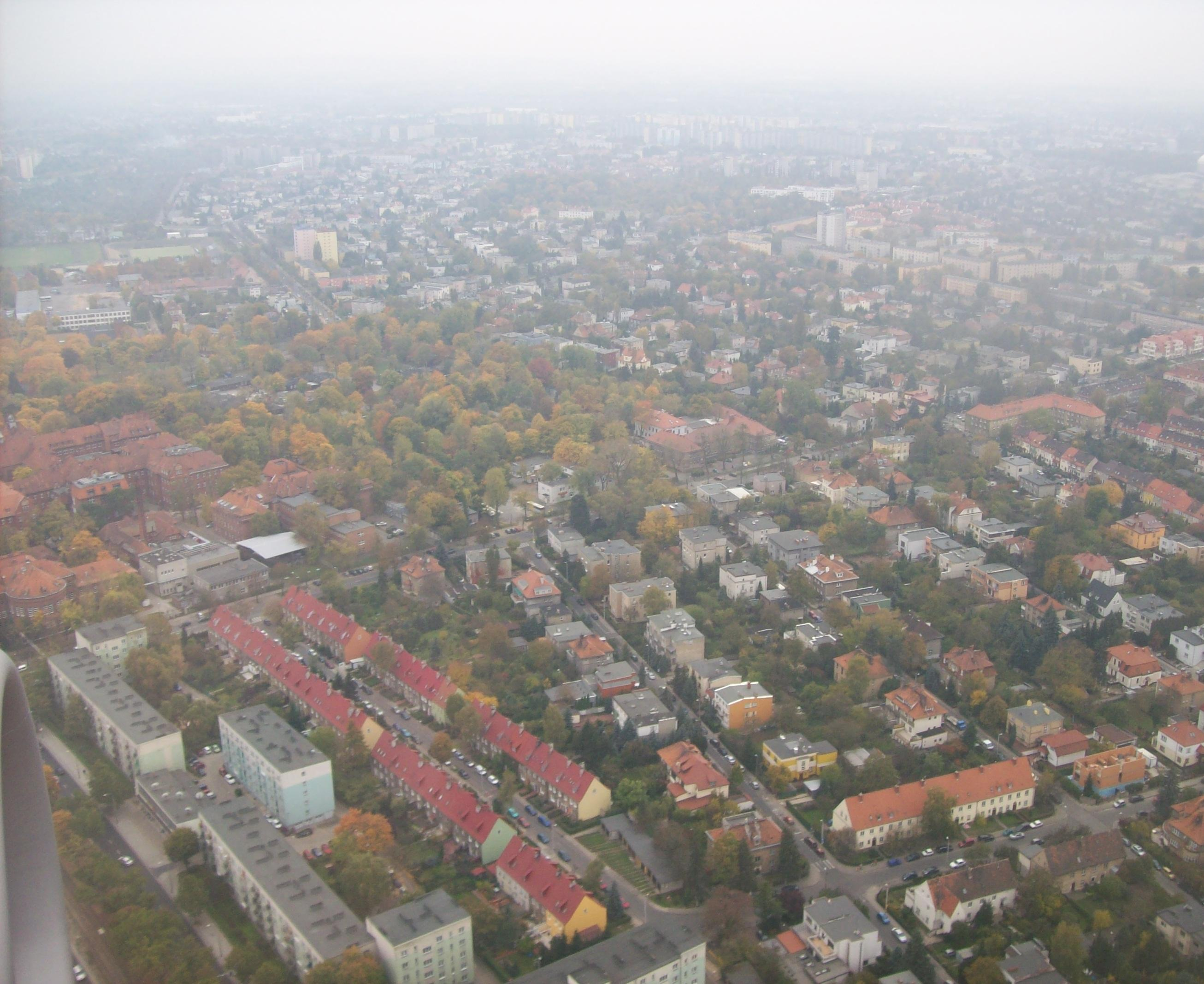
Grunwald – część miasta Poznań, podzielona na 4 jednostki pomocnicze:
Osiedle Grunwald Północ,
Osiedle Grunwald Południe,
Osiedle Stary Grunwald,
Osiedla Św. Łazarz (część)

Miejscowości (z wyjątkiem miast) oraz ich części nie mają formalnie ustalonych granic, lecz mogą znajdować się w obrębach ewidencyjnych wyznaczonych na podstawie Prawa geodezyjnego i kartograficznego.
W celach statystycznych, przy ustalaniu wykazu nazw miejscowości przyjęto, że terminem tym określa się każde skupisko ludności, niezależnie od liczby zabudowań i gęstości zabudowy i liczby ludności, przy czym miejscowość musi się odróżniać od innych skupisk (szczególnie sąsiednich) odrębną nazwą urzędową, a przy nazwie identycznej, odmiennym określeniem skupiska (np. wieś, kolonia, osada itp.).

## Miejscowości
Wykaz rodzajów miejscowości zawiera schemat aplikacyjny zawarty w załączniku do rozporządzenia z dnia 21 lipca 2021 r. w sprawie ewidencji miejscowości, ulic i adresów, w którym wyróżniono następujące rodzaje miejscowości: kolonia, przysiółek, osiedle, osada, osada leśna, miasto, wieś, schronisko turystyczne, dzielnica Warszawy, część miejscowości, część miasta, delegatura.
Ustawa o urzędowych nazwach miejscowości i obiektów fizjograficznych określa:
- jednostkę osadniczą – obszar zabudowany w których przebywa lub jest zameldowana na pobyt stały co najmniej jedna osoba
- inny obszar zabudowany
- miejscowość – będąca jednostką osadniczą lub innym obszarem zabudowanym odróżniająca się od innych miejscowości nazwą, a przy jednakowej nazwie – odmiennym określeniem ich rodzaju; miejscowości dzielą się na:
  - zamieszkane – będące jednostkami osadniczymi
  - niezamieszkane – będące innymi obszarami zabudowy.

Wyróżnia się:
- miejscowości – niebędące częściami innych miejscowości, określane jako: miejscowości, miejscowości podstawowe, miejscowości samodzielne
- części miejscowości – będące częściami innych miejscowości, określane jako integralne części miejscowości, miejscowości niesamodzielne, np. część miasta, część wsi.

Dla miejscowości, oprócz nazwy, określa się jej rodzaj będący określeniem charakteru miejscowości ukształtowanej w procesie rozwoju osadnictwa, w szczególności: miasto, osiedle, wieś, osada, osada leśna, kolonia, przysiółek i ich części. Przy czym rodzaje miasto i wieś są określeniami dla używanymi tylko do miejscowości podstawowych. Określenie osiedle, osada, osada leśna, kolonia, przysiółek jest używane do miejscowości jak i ich części.
Rodzajami miejscowości w Polsce są:
- część miasta
- część wsi
- część osady
- część kolonii
- osada (może być samodzielną miejscowością, jak i stanowić część innej jednostki osadniczej)
- przysiółek (może być samodzielną miejscowością, jak i stanowić część innej jednostki osadniczej)
- kolonia (może być samodzielną miejscowością, jak i stanowić część innej jednostki osadniczej)
- osiedle (może być samodzielną miejscowością, jak i stanowić część innej jednostki osadniczej)
- osada leśna (może być samodzielną miejscowością, jak i stanowić część innej jednostki osadniczej).

W częściach miejscowości, które ustawowo nie są samodzielnymi miejscowościami, nie zachodzą zdarzenia w świetle prawa o aktach stanu cywilnego, tj. urodzenia, małżeństwa, zgony. Stąd miejsce urodzenia osoby w domu np. w Prądniku Czerwonym jest oznaczane w akcie urodzenia jako Kraków. Zasada ta działa również wstecz. Osoba urodzona np. w 1921 r. w Kostuchnie (wówczas samodzielna gmina w pow. pszczyńskim) ma w obecnie wystawianym odpisie aktu urodzenia wpisane miejsce urodzenia Katowice.

## Statystyka
W ramach Krajowego Rejestru Urzędowego Podziału Terytorialnego Kraju (TERYT), miejscowościom i ich częściom nadawane są przez Główny Urząd Statystyczny niepowtarzalne identyfikatory Systemu identyfikatorów i nazw miejscowości (SIMC).
Zgodnie z rozporządzeniem z dnia 13 grudnia 2012 r. w sprawie wykazu urzędowych nazw miejscowości i ich części w Polsce istniało 103 225 miejscowości o ustalonych urzędowych nazwach, pogrupowanych w 23 rodzaje. Samodzielnych miejscowości (miast, wsi, kolonii, przysiółków, osiedli, osad, osad leśnych, schronisk turystycznych) o urzędowo ustalonych nazwach było 53 464.

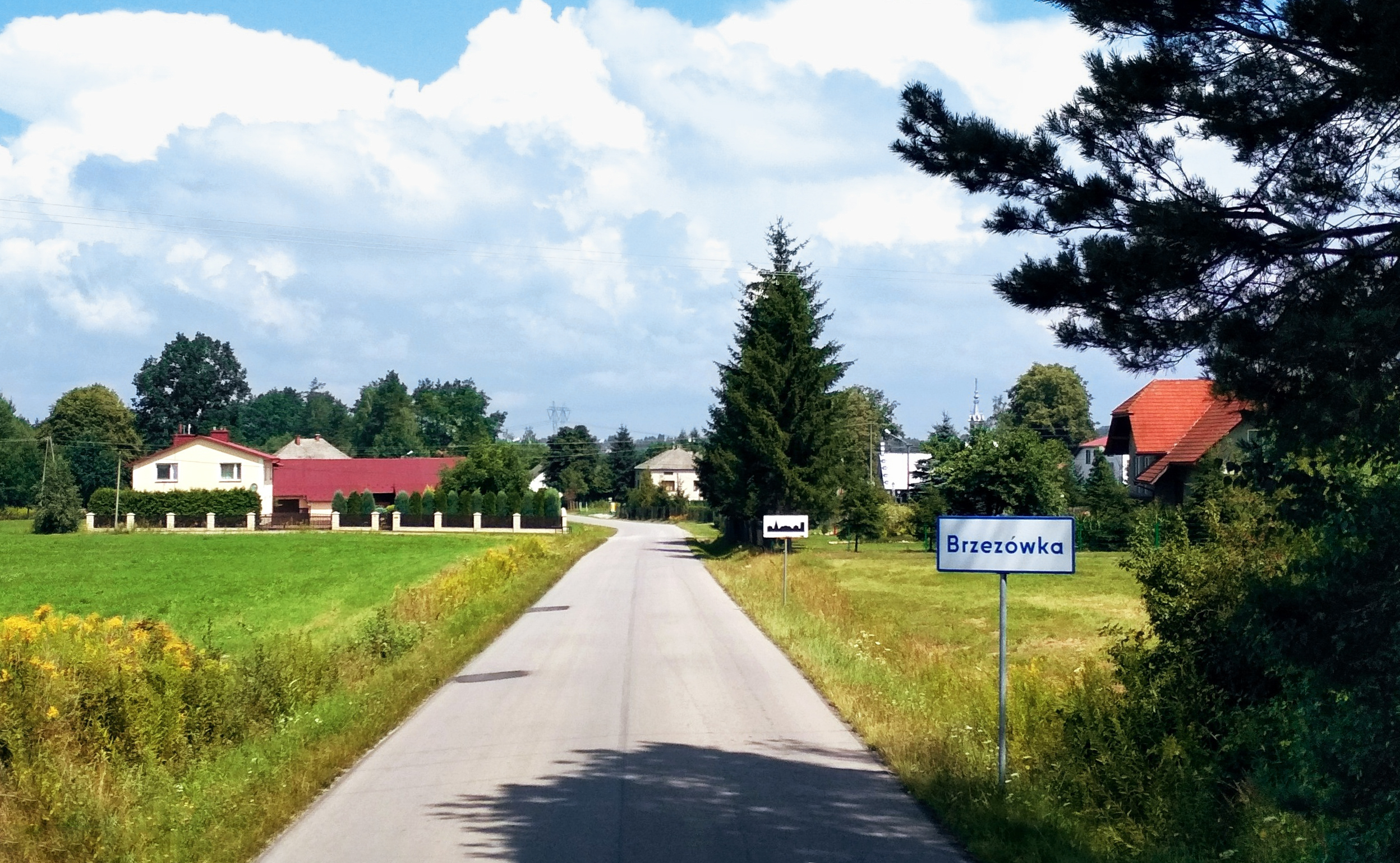
Brzezówka – miejscowość będąca przysiółkiem (w gminie Kolbuszowa)

W 2015 r. było 103 086 urzędowo nazwanych miejscowości z czego 53 445 nazw miejscowości uznawanych za samodzielne, natomiast w 2019 r. było 102 875 urzędowo nazwanych miejscowości. Urzędowo uznawanych miejscowości zatem systematycznie ubywa.
| Rodzaj miejscowości    | Liczebność | Liczebność | Liczebność |
| Rodzaj miejscowości    | 2013       | 2015       | 2019       |
| ---------------------- | ---------- | ---------- | ---------- |
| część kolonii          | 202        | 199        | 195        |
| część miasta           | 6708       | 6710       | 6783       |
| część osady            | 10         | 10         | 10         |
| część wsi              | 36349      | 36263      | 36044      |
| kolonia                | 2220       | 2203       | 2174       |
| kolonia kolonii        | 11         | 11         | 11         |
| kolonia osady          | 6          | 6          | 6          |
| kolonia wsi            | 979        | 974        | 974        |
| miasto                 | 908        | 915        | 940        |
| osada                  | 5136       | 5132       | 5137       |
| osada kolonii          | 1          | 1          | 1          |
| osada leśna            | 1988       | 1966       | 1949       |
| osada leśna wsi        | 227        | 224        | 222        |
| osada osady            | 2          | 3          | 3          |
| osada wsi              | 524        | 520        | 523        |
| osiedle                | 3          | 5          | 5          |
| osiedle wsi            | 5          | 5          | 5          |
| przysiółek             | 136        | 133        | 133        |
| przysiółek kolonii     | 41         | 41         | 40         |
| przysiółek osady       | 56         | 56         | 56         |
| przysiółek wsi         | 4641       | 4619       | 4585       |
| schronisko turystyczne | 22         | 22         | 22         |
| wieś                   | 43051      | 43068      | 43057      |
| Razem                  | 103 225    | 103 086    | 102 875    |

### Miejscowość statystyczna
Miejscowość statystyczna to wyodrębniony dla celów statystycznych zespół kilku polskich miejscowości obejmujący z reguły wieś oraz przyległe do niej przysiółki i inne mniejsze miejscowości, dla których łącznie zbierane są i opracowywane dane statystyczne.
W 2011 r. było w Polsce 42 490 miejscowości statystycznych.
| Miejscowości statystyczne | Liczba miejscowości | Liczba ludności |
| ------------------------- | ------------------- | --------------- |
| 1 000                     | 1                   | 1 700 612       |
| 500 000                   | 4                   | 2 671 330       |
| 200 000                   | 12                  | 3 518 990       |
| 100 000                   | 22                  | 3 009 265       |
| 50 000                    | 47                  | 3 206 433       |
| 20 000                    | 136                 | 4 297 334       |
| 10 000                    | 188                 | 2 748 473       |
| 5 000                     | 247                 | 1 694 912       |
| 2 000                     | 1 002               | 2 940 490       |
| 1 000                     | 2 086               | 2 843 085       |
| 500                       | 4 982               | 3 445 440       |
| 200                       | 13 558              | 4 256 516       |
| 100                       | 11 034              | 1 608 450       |
| 0                         | 9 171               | 570 494         |
| Łącznie                   | 42 490              | 38 511 824      |

## Historia

### Okres międzywojenny
W okresie międzywojennym kwestia ustalania rodzaju miejscowości nie była formalnie uregulowana, a w poszczególnych częściach kraju rodzaje miejscowości stosowane były zwyczajowo i niejednolicie.
W 1933 r. Skorowidz miejscowości RP, będący publikacją prywatną, podawał takie rodzaje miejscowości (wtedy charakter miejscowości), jak: borostwo, browar, cegielnia, cukrownia, domek łąkowy, domek przewozowy, domek szosowy, dwór, folwark, futor, gajówka, gorzelnia, klasztor, kolonia, kopalnia, koszary, latarnia morska, lecznica, letnisko, leśnictwo, leśniczówka, miasteczko, miasto, nadleśnictwo, obszar dworski, obóz warowny, okolica, osada, osada fabryczna, osada leśna, osada miejska, osada młyńska, osada pałacowa, osada wojskowa, osiedle, plebania, probostwo, przedmieście, przysiółek, przystanek kolejowy, pustkowie, smolarnia, stacja kolejowa, szpital epidemiczny, tartak, torfiarnia, twierdza, uzdrowisko, uroczysko, wieś, więzienie, zaścianek, zakład kąpielowy, zakład poprawczy, zakład wychowawczy.
Wydany w 1938 r. tom 1 urzędowego Wykazu miejscowości Rzeczypospolitej Polskiej, obejmującego województwo wileńskie, uwzględniał rodzaje miejscowości takie jak: cegielnia, folwark (i część folwarku), futor, futory, gajówka, karczma, kolonia (i część kolonii), koszarka kolejowa, leśniczówka, letnisko, majątek (i część majątku), miasteczko, miasto (i część miasta), młyn, nadleśnictwo, okolica, osada (i część osady), osada fabryczna, osada leśna, osada młyńska, osada wojskowa, papiernia, parcele (i część parceli), plebania, przedmieście (i część przedmieścia), przystanek kolejowy, schronisko turystyczne, smolarnia, stacja kolejowa, tartak, terpentyniarnia, uroczysko, wieś (i część wsi), zaścianek (i część zaścianka).